# دفيد بوليت
دفيد بوليت
لاعب كرة قدم فرنسي، يلعب في نادي لانس الفرنسي، ولد في 12/أغسطس/1988 م.
بدأ مشواره في نادي لانس الفرنسي ثم اعير إلى نادي ريمس الفرنسي في 2008 م ثم عاد إلى نادي لانس الفرنسي في 2009 ثم اعير إلى نادي غوتيون الفرنسي في 2009 م ثم عاد إلى نادي لانس الفرنسي في 2009 م ثم اعير إلى نادي باريس اف سي في 2009 م الفرنسي ثم عاد إلى نادي لانس الفرنسي في 2010 م.

## وصلات خارجية
- دفيد بوليت على موقع الاتحاد البلجيكي (الإنجليزية)
- دفيد بوليت على موقع قاعدة بيانات كرة القدم.إي يو (الإنجليزية)
- دفيد بوليت على موقع Soccerway.com (الإنجليزية)